# Pedro Dávalos y Lissón
Pedro Dávalos y Lissón, (Chorrillos, 24 de septiembre de 1863 - Lima, 13 de octubre de 1942), historiador, novelista, financista, diplomático y periodista peruano.
Empezó a destacar como hombre de negocios, ligado a la actividad minera, donde introdujo la modalidad del enganche para proveerse de trabajadores. Luego se hizo agente de una compañía de seguros estadounidense e incursionó en la actividad diplomática. Viajó por varios países de América y Europa. También fue director-gerente de la compañía Cerro de Pasco, dedicada a la explotación de cobre. Radicado finalmente en Lima, se dedicó de lleno al oficio de historiador y novelista. Publicó muchas obras, entre las que destacan las novelas: La Ciudad de los Reyes, San Martín, Bolívar, Mercedes; y las obras históricas: La primera centuria, Diez años de historia contemporánea del Perú, 1898-1908 e Historia republicana del Perú.

## Biografía
Hijo de Pedro Dávalos y Mercedes Lissón. Sobrino del maestro y escritor Carlos Lissón. Cursó sus estudios escolares en el colegio dirigido por Agustín de la Rosa Toro y en el Colegio Nacional Nuestra Señora de Guadalupe. 

Era alumno guadalupano cuando estalló la Guerra del Pacífico. Se incorporó a un batallón de reservistas y durante la defensa de Lima luchó en las batallas de San Juan y Miraflores, (1881).
Durante la ocupación de Lima ingresó a la Facultad de Letras de la Universidad Mayor de San Marcos. Pero luego de dos años, dejó los estudios y viajó al interior del país en busca de fortuna. Prestó servicios en una compañía minería situada en la provincia de Huaylas (Áncash), entre los años 1883 y 1886.
Luego pasó a la provincia de Huarochirí (Lima), donde hizo importantes estudios mineros que alentaron a capitalistas como Garland, Bentín, Pruss y Backus & Johnston a invertir en la explotación minera (1888). Impulsó la formación del complejo metalúrgico de Casapalca y realizó el primer enganche de trabajadores para la mina, convirtiéndose en uno de los más audaces contratistas de ese rubro.
Luego viajó por varios países de Sudamérica y asimiló las modernas técnicas de explotación minera.
En 1891 regresó a su patria como agente de la compañía de seguros New York Life Insurance. Esta labor lo llevó a recorrer diversas regiones del Perú; también anduvo por Ecuador. En 1894 viajó a Nueva York y luego a París. Regresó al continente americano, viajando por Venezuela y Colombia, y Centroamérica y México, como gerente de su compañía en dichos países, oficio al que renunció finalmente en 1899.
En 1900 se instaló nuevamente en el Perú, como director-gerente de la compañía cuprífera Cerro de Pasco. Entre sus socios figuraban Domingo Olavegoya, Isaac Alzamora, Federico Gildemeister y Elías Malpartida.
En 1901, bajo el gobierno de Eduardo López de Romaña, ingresó al servicio diplomático. Formó parte de la delegación peruana en la 2.º Conferencia Panamericana realizada en México. Luego fue cónsul general en La Habana de 1902 a 1907.
Tras un breve retorno al Perú, se instaló en Nueva York, haciendo de corresponsal del diario El Comercio de Lima. Con el seudónimo de Donapeta, escribió durante cinco años una columna titulada «Desde Nueva York», que versaba sobre temas políticos y económicos relacionados con la gran potencia del norte (1908-1913).
Con su retorno definitivo al Perú, profundizó su vocación histórica y literaria. Escribió novelas históricas y laboriosas recopilaciones históricas, aunque al mismo tiempo se preocupó por profundizar en los orígenes de la problemática de su país y la influencia de los grandes personajes.
También editó las obras de su hermano Ricardo Dávalos y Lissón, fallecido muy joven en 1877.
Fue miembro activo de la Sociedad Geográfica de Lima, desde 1897.

## Publicaciones

### Opúsculos regionales
Estas obras son el producto de los viajes del autor por las diversas regiones del Perú, alentado por su interés en la explotación minera y los negocios personales.
- Loreto (1893)
- El centro del Perú (1898)
- Cerro de Pasco (1899)
- Lima (1907)
- Junín (1908)
- El Madre de Dios (1909)
- El sur del Perú (1910)
- El departamento de Lambayeque (1912)

### Opúsculos de temas diversos
- Lo que es hoy Lima y será mañana (1897)
- La minería en el Perú en el siglo XIX (1897)
- Vías de comunicación en el Perú (1902)
- Mortalidad y natalidad en el Perú (1904)
- La prostitución en Lima (1908)
- La salubridad pública (1908)

### Novelas evocativas
Siguiendo el estilo de Benito Pérez Galdós, cultivó la novela evocativa, enfocando la vida pública de personajes de la política peruana. Sin embargo, sus críticos consideran que le faltó destreza en la narrativa y señalan su prosa pedestre. Luis Alberto Sánchez considera que sus relatos carecen de viveza y elegancia, y tienen una trama trivial, pero pese a ello, resultan amenos e interesantes por su fondo histórico.
- La Ciudad de los Reyes (1904 y 1906), ambientada en la Lima de la posguerra.
- Leguía (1913 y 1929)
- Manuel Pardo (en dos volúmenes, 1915-1916)
- San Martín (1820-1822) (1924)
- Episodios de la independencia peruana (1924)
- Mercedes (1939)

### Historia
A decir de Raúl Porras Barrenechea, Dávalos y Lissón se limitó solo a recopilar y ordenar sucesos históricos, por lo que sus trabajos serían meras antologías documentales. Pero, a decir verdad, hizo más que eso, pues se esforzó en averiguar el origen de la problemática nacional y la influencia de las grandes personalidades políticas. Abunda en juicios y apreciaciones acertadas. Además, solía citar sus fuentes, algo que entonces no era de uso común entre los historiadores. Son tres sus obras históricas representativas:
- La primera centuria (1922-1926), en cuatro volúmenes, en los que pretende adentrarse en las «causas geográficas, políticas y económicas que han detenido el progreso moral y material del Perú en el primer siglo de su vida independiente».[6]
- Diez años de historia contemporánea del Perú, 1898-1908 (1930), que se enfoca en los primeros gobiernos de la llamada República Aristocrática.[6]
- Historia republicana del Perú (1931-1939), laboriosa obra en diez volúmenes, sobre la historia republicana del Perú, que llega hasta el año 1871.[6] Trata de hacer un análisis integral de la historia, y no se limita a la narración de los hechos políticos y militares, sino que lo alterna con los de carácter económico y social.[3]

### Autobiografía
- Por qué hice fortuna (1941), autobiografía en tres volúmenes o fascículos, muy interesante por evocar su relación con diversos personajes públicos.[1]